# Gorbihal, Kushtagi
Gorbihal là một làng thuộc tehsil Kushtagi, huyện Koppal, bang Karnataka, Ấn Độ.